# Hapalioloemus macheralis
Hapalioloemus macheralis är en tvåvingeart som beskrevs av Baranov 1934. Hapalioloemus macheralis ingår i släktet Hapalioloemus och familjen parasitflugor. Inga underarter finns listade i Catalogue of Life.